# فهرست شهرستان‌های استان کرمانشاه

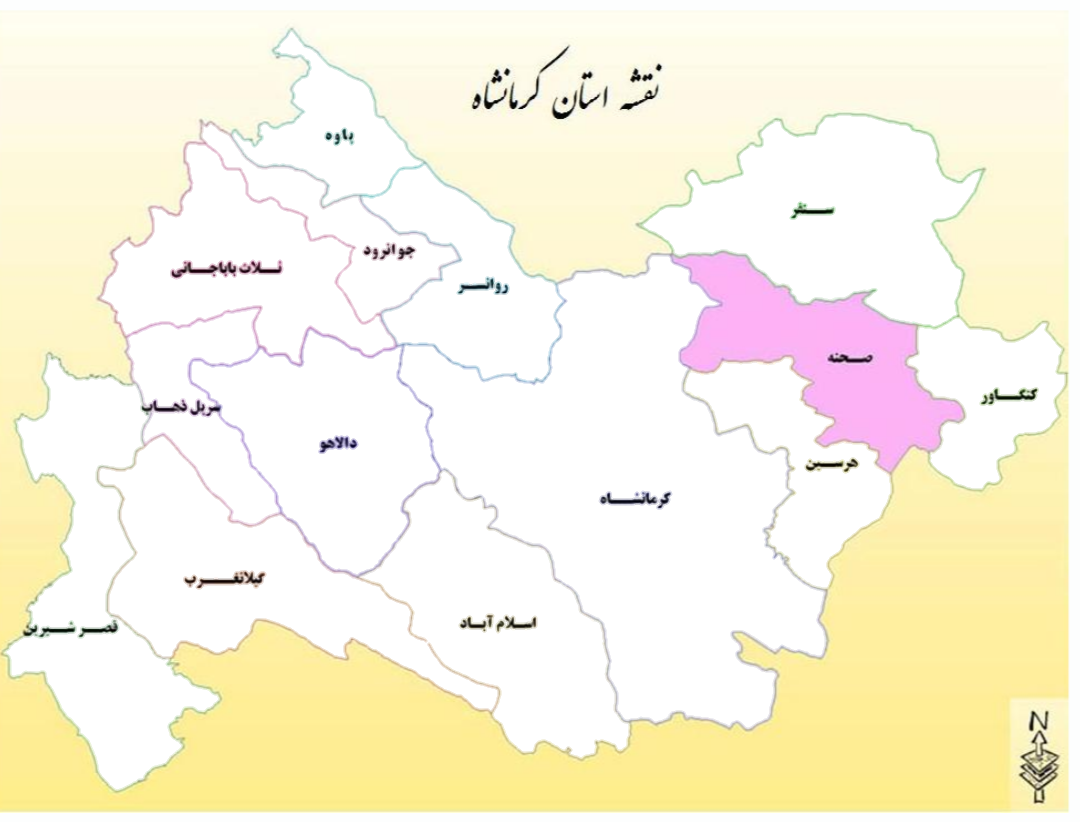
شهرستانهای چهارده‌گانه استان کرمانشاه

استان کرمانشاه دارای ۱۴ شهرستان می‌باشد. شهرستان کرمانشاه پرجمعیت‌ترین شهرستان استان است.و بعد از آن شهرستان های اسلام آباد غرب و سرپل ذهاب دوم  و سوم هستند این استان در سال ۱۳۹۵ دارای ۱٬۹۵۲٬۴۳۴ نفر جمعیت بوده‌است. شهرستانهای استان کرمانشاه بر پایه سرشماری سال‌های ۱۳۹۰ و ۱۳۹۵ خورشیدی بدین شرح است:
| ردیف | شهرستان       | مرکز          | جمعیت سال ۱۳۹۰ | جمعیت سال ۱۳۹۵ | سال تأسیس | تغییر   |
| ---- | ------------- | ------------- | -------------- | -------------- | --------- | ------- |
| ۱    | کرمانشاه      | کرمانشاه      | ۱٬۰۳۰٬۹۷۸      | ۱٬۰۸۳٬۸۳۳      | ۱۳۱۶      | ۲+      |
| ۲    | اسلام‌آباد غرب | اسلام‌آباد غرب | ۱۵۱٬۴۳۷        | ۱۷۰٫۸۷۶        | ۱۳۱۶      | +۷٫۵۰٪  |
| ۳    | سرپل ذهاب     | سرپل ذهاب     | ۸۵٬۶۱۶         | ۸۵٬۳۴۲         | ۱۳۵۹      | +۰٫۳۲٪  |
| ۴    | سنقر          | سنقر          | ۹۱٬۹۳۵         | ۸۱٬۶۶۱         | ۱۳۴۱      | +۱۲٫۵۸٪ |
| ۵    | هرسین         | هرسین         | ۸۶٬۳۴۲         | ۷۸٬۳۵۰         | ۱۳۷۴      | +۱۰٫۲۰٪ |
| ۶    | کنگاور        | کنگاور        | ۸۱٬۰۵۱         | ۷۶٬۲۱۶         | ۱۳۵۹      | +۶٫۳۴٪  |
| ۷    | جوانرود       | جوانرود       | ۷۱٬۲۳۵         | ۷۵٬۱۶۹         | ۱۳۶۸      | −۵٫۲۳٪  |
| ۸    | صحنه          | صحنه          | ۷۶٬۶۷۸         | ۷۰٬۷۵۷         | ۱۳۷۲      | +۸٫۳۷٪  |
| ۹    | پاوه          | پاوه          | ۵۶٬۸۳۷         | ۶۰٬۴۳۱         | ۱۳۳۷      | −۵٫۹۵٪  |
| ۱۰   | گیلانغرب      | گیلانغرب      | ۶۲٬۸۵۸         | ۵۷٬۰۰۷         | ۱۳۵۹      | +۱۰٫۲۶٪ |
| ۱۱   | روانسر        | روانسر        | ۴۶٬۳۹۵         | ۴۷٬۶۵۷         | ۱۳۸۳      | −۲٫۶۵٪  |
| ۱۲   | دالاهو        | کرند غرب      | ۳۹٬۸۳۷         | ۳۵٬۹۸۷         | ۱۳۸۴      | +۱۰٫۷۰٪ |
| ۱۳   | ثلاث باباجانی | تازه‌آباد      | ۳۸٬۴۷۵         | ۳۵٬۲۱۹         | ۱۳۸۱      | +۹٫۲۵٪  |
| ۱۴   | قصرشیرین      | قصرشیرین      | ۱۹٬۸۲۱         | ۲۳٬۹۲۹         | ۱۳۲۴      | −۱۷٫۱۷٪ |